# Santuário da Beata Virgem do Santo Rosário
O Santuário da Beata Virgem do Santo Rosário (em italiano:  Santuario della Beata Vergine del Santo Rosario) é uma igreja com convento localizada em Fontanellato, comuna da Itália, na Província e Diocese de Parma. É conhecida também como Madonna di Fontanellato.
Pode-se chegar pegando a Autoestrada A1, saída de Fidenza, de onde vê-se de longe a torre campanária do santuário. Localiza-se a cerca de 20-25 quilômetros ao oeste de Parma.

## História
Em 1512 Veronica da Correggio fundou um mosteiro dominicano em Fontanellato. Uma irmandade dedicada a Nossa Senhora do Rosário e uma capela foram estabelecidos na igreja do mosteiro, na segunda metade do século XVI.
Em 1641 iniciou-se a construção de uma igreja maior, que foi inaugurada em 18 de agosto de 1660 com a coroação da estátua da Virgem por dom Alessandro Pallavicini, bispo de Fidenza. A frente foi concluída em 1680 e o convento começou em 1672.
Com a abolição das ordens religiosas, feita por Napoleão I em 1805, o convento tornou-se escola das Irmãs Canossianas e Escola masculina S.to Estevão, chamada Corpo dell'Industria.
Em 1816, Maria Luísa de Áustria concedeu o convento às irmãs dominicanas de Colorno. O mosteiro foi restaurado em 1822, e com a supressão das ordens religiosas, em 1866, o edifício do convento passou para o município, o qual foi devolvido aos dominicanos em 1879.
Em agosto de 1903, o papa Pio X elevou a Igreja à categoria de basílica menor. Nos anos 1913-1920 uma nova fachada neobarroca monumental foi substituída pelo arquiteto Lamberto Cusani, juntamente com um orfanato, inaugurado em 1925, ano no qual foi colocada na frente do santuário de uma estátua de bronze do beato cardeal Andrea Carlo Ferrari, pelo escultor Amleto Cataldi.
Durante a Segunda Guerra Mundial o orfanato foi usado como prisão e escola para funcionários militares. Foi definitivamente fechado em 1982. Em 1978, o mosteiro foi equipado com um claustro interno.

## Estrutura
A igreja tem forma de cruz latina, com uma nave única com quatro capelas; tem um transepto e uma pequena área de coro. As pinturas estão localizadas nos altares de sete capelas, e um crucifixo de madeira está na oitava capela.
A fachada de 1680 abriga quatro estátuas de mármore (são Domingos, são José, Santa Rosa de Lima e são Luís Bertrand). Há alguns ex-votos na sacristia do santuário, na galeria das graças recebidas.
Desde 1699 no santuário há um órgão com dois teclados, usado para realizar concertos e missas solenes. Os organistas são: padre Daniele Mazzoleni, Roberto Marchesi, e Leonardo Pontremoli